# Дам'єн Флері
Дам'єн Флері (фр. Damien Fleury; нар. 1 лютого 1986, Кан) — французький хокеїст, нападник клубу Ліга Магнус «Брюле-де-Луп». Гравець збірної команди Франції.

## Ігрова кар'єра
Уродженець Кан Дам'єн, професійну хокейну кар'єру розпочав 2005 року виступами за місцевий клуб «Драккар де Кан» у Лізі Магнус. Сезон 2006–07 провів у команді «Ур де Віллар-де-Лан», після чого три роки відіграв за інший французький клуб «Брюле-де-Луп».
Влітку 2010 року Флері відправився до Швеції, де за чотири сезони відіграв за чотири клуби, а саме «Вестерос», «Лулео», «Тімро» та «Седертельє». Кінець сезону 2013–14 років француз відіграв за швейцарський клуб «Лозанна».
Сезон 2014–15 років Дам'єн відіграв на початку за шведський «Юргорден», а кінцівку провів у фінському «Ваасан Спорт».
16 квітня 2015 року Флері підписав однорічну угоду з німецьким клубом «Швеннінгер». В наступному сезоні перейшов до китайського клубу КХЛ «Куньлунь Ред Стар». Після чого повернувся до німецької команди «Швеннінгер», а решту сезону відіграв за шведський «Лукко»
Наразі ж грає за клуб Ліги Магнус «Брюле-де-Луп».
Виступав за юніорську збірну Франції, гравець національної збірної Франції.

## Нагороди та досягнення
- Чемпіон Франції в складі «Брюле-де-Луп» — 2009, 2019, 2022.
- Команда всіх зірок чемпіонату Франції — 2009, 2010.